# Zhang Weili
Zhang Weili (Handan, 13 augustus 1989) is een Chinees MMA-vechtster. Ze werd op 12 november 2022 voor de tweede keer wereldkampioen strogewicht (tot 52 kilo) bij de UFC. Dit was ze eerder ook van 31 augustus 2019 tot 24 april 2021.

## Carrière
Zhang was fitnessinstructrice op een sportschool, waar het kijken naar anderen haar ertoe bewoog om sanshou, shuai jiao en Braziliaans jiujitsu te gaan beoefenen. Vanuit deze achtergrond begon ze later met MMA. Zhang debuteerde in november 2013 als professional met een verliespartij tegen Meng Bo (unanieme jurybeslissing). Daarna won ze elf gevechten achter elkaar. Ze besliste deze allemaal voortijdig op basis van knock-out (KO), technisch knock-out (TKO) of submissie (armklem, verwurging). Dit leverde haar een titelgevecht op voor het kampioenschap in het strogewicht van de organisatie Kunlun Fight. Zhang sleepte die binnen door een overwinning op Simone Duarte. Ze verdedigde haar titel daarna twee keer.
Zhang maakte op 4 augustus 2018 haar debuut bij de UFC. Ze won die dag op basis van een unanieme jurybeslissing van Danielle Taylor. Nadat ze daarna ook Jessica Aguilar en Tecia Torres versloeg, gunde de UFC haar een titelgevecht tegen regerend kampioene Jéssica Andrade. Dit vond plaats op 31 augustus 2019. Zhang had die dag 42 seconden gevuld met vuist- en kniestoten nodig om Andrade te verslaan (TKO) en UFC-kampioene in het strogewicht te worden. Ze werd hiermee de eerste UFC-kampioen uit China.
Zhang wist op 7 maart 2020 haar titel voor het eerst te verdedigen. Ze won die dag op basis van een split decision van voormalig kampioen Joanna Jędrzejczyk. Zhang verloor op 24 april 2021 haar titel aan Rose Namajunas, die iets meer dan een minuut nodig had om haar knock-out te trappen. In een rematch zes maanden later verloor ze opnieuw, nu op basis van een split decision. Zhang herpakte zich in juni 2022 door ook voor een tweede keer van Jędrzejczyk te winnen, in wat de laatste partij in de carrière van de Poolse bleek. De UFC gunde Zhang vervolgens opnieuw een titelgevecht, nu tegen de inmiddels nieuwe kampioene Carla Esparza. Die wedstrijd vond plaats op 12 november 2022. Zhang werd die dag voor de tweede keer UFC-kampioene in het strogewicht door haar opponente na een minuut in de tweede ronde te verwurgen (rear-naked choke). Zhang verdedigde haar titel op 19 augustus 2023 tegen Amanda Lemos. De Chinese vestigde die dag een record door haar tegenstandster 288 keer te raken, terwijl ze zelf maar 21 werd geraakt. Dat was het grootste verschil ooit.